# Louis Bachelier
Louis Jean-Baptiste Alphonse Bachelier (El Havre, 11 de marzo de 1870 - 28 de abril de 1946) fue un matemático francés. Se le atribuye haber sido el primero en modelar el movimiento browniano en su tesis La teoría de la especulación publicada en 1900.
Bachelier nació en Le Havre, Francia, en una respetable familia burguesa. Su padre, Alphonse Bachelier, era comerciante de vinos, vicecónsul de Venezuela y científico aficionado. Su madre, Cecile Fort-Meu, era hija de un banquero.
Al cumplir 18 años y justo después de graduarse de la media, sus dos padres mueren. Esto lo obliga a cuidar de sus hermanos y tomar las riendas del negocio familiar, lo que provocó que Bachelier tuviera que posponer sus estudios. Durante el tiempo que se encuentra a cargo de la empresa de su padre , obtiene un profundo conocimiento acerca de los mercados financieros.
En 1892, Bachelier se traslada a París e ingresa a la Universidad de la Sorbona. Ahí conoce a Henri Poincare quien, junto con Paul Appel y Joseph Boussinesq, fue uno de sus maestros. El 29 de marzo de 1900, al finalizar sus estudios en la universidad de la Sorbona, presentó su tesis titulada "Teoría de
la Especulación".
Su tesis, que discute el uso del movimiento browniano para evaluar las Opciones financieras, es el primer escrito histórico en el que se utilizan las matemáticas para el estudio de la economía. Bachelier está considerado como un pionero en el estudio de las matemáticas financieras y del proceso estocástico.
Bachelier fue un pionero en el modelo y el análisis de los mercados financieros, construyendo antes de su tiempo la hipótesis del mercado eficiente, proponiendo distribución normal como reflejo la autorregulación del mercado. Posteriormente, Benoît Mandelbrot actualizó esta suposición demostrando que el mercado presenta distribuciones estables que incluyen la distribución normal pero también funciones más anchas que predicen mayor probabilidad de eventos inesperados.
Durante varios años, Bachelier desarrolló la teoría de los procesos de difusión que fue publicada en revistas de prestigio. Profundizo sus estudios sobre los fenómenos estocásticos y las consecuencias de la Segunda ley de la termodinámica. En 1909 se convirtió en profesor libre de la Sorbona. En 1914 publicó el libro Le Jeu, la Chance, et le Hasard del que vendió unas 6.000 copias. 
Gracias al apoyo de la Universidad de París, Bachelier obtuvo un puesto permanente de profesor en la Sorbona, pero al iniciarse la Primera Guerra Mundial Bachelier se unió al ejército. Después de la guerra encontró trabajo en Besançon cubriendo una vacante. En 1922 reemplazó a otro profesor en Dijon. Se trasladó a Rennes en 1925 y finalmente consiguió un puesto fijo de profesor en Besançon en el que estuvo durante 10 años.
Un percance con la Universidad de Dijon hizo que Louis fuese rechazado como profesor permanente debido a un "malentendido" con Paul Pierre Lévy. Lévy luego se disculpó con Bachelier reconociéndolo por sus publicaciones científicas recientes.

## Obra
- Bachelier, 1900a, Théorie de la spéculation

También publicado como libro,Bachelier, 1900b
Republicado en un texto de obras combinadas,Bachelier, 1995
Traducido al inglés,Cootner, 1964, pp. 17–78
Traducido al inglés con comentarios adicionales y background,Bachelier et al., 2006
Traducido al inglés,May, 2011
- Bachelier, 1901, Théorie mathématique du jeu

Republicado en un texto de obras combinadas,Bachelier, 1995
- Bachelier, 1906, Théorie des probabilités continues
- Bachelier, 1908a, Étude sur les probabilités des causes
- Bachelier, 1908b, Le problème général des probabilités dans les épreuves répétées
- Bachelier, 1910a, Les probabilités à plusieurs variables
- Bachelier, 1910b, Mouvement d’un point ou d’un système matériel soumis à l’action de forces dépendant du hasard
- Bachelier, 1912, (Book) Calcul des probabilités[7]

Republished,Bachelier, 1992
- Bachelier, 1913a, Les probabilités cinématiques et dynamiques
- Bachelier, 1913b, Les probabilités semi-uniformes
- Bachelier, 1914, (Book) Le Jeu, la Chance et le Hasard

Republished,Bachelier, 1993
- Bachelier, 1915, La périodicité du hasard
- Bachelier, 1920a, Sur la théorie des corrélations
- Bachelier, 1920b, Sur les décimales du nombre {\displaystyle {\pi }}
- Bachelier, 1923, Le problème général de la statistique discontinue
- Bachelier, 1925, Quelques curiosités paradoxales du calcul des probabilités
- Bachelier, 1937, (Book) Les lois des grands nombres du Calcul des Probabilités (Book)
- Bachelier, 1938, (Book) La spéculation et le Calcul des Probabilités
- Bachelier, 1939, (Book) Les nouvelles méthodes du Calcul des Probabilités
- Bachelier, 1941a, Probabilités des oscillations maxima

Erratum,Bachelier, 1941b